# Subdivisions des îles Turques-et-Caïques

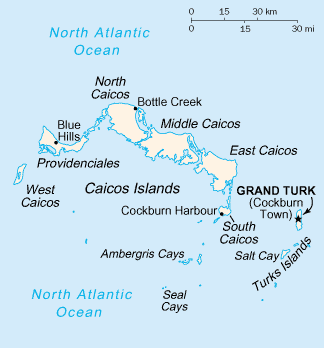
Carte des Îles Turques-et-Caïques

Les Îles Turques-et-Caïques sont divisées en six districts administratifs (deux dans les îles Turques et quatre dans les îles Caïques), dirigés par des commissaires de district :
| No.          | District                       | Capitale         | Superficie (km2) | Population (Est. 2006) |
| ------------ | ------------------------------ | ---------------- | ---------------- | ---------------------- |
| Îles Caïques |                                |                  |                  |                        |
| 1            | Providenciales and West Caicos | Blue Hills       | 133,1            | 22 642                 |
| 2            | North Caicos                   | Bottle Creek     | 116,1            | 1 895                  |
| 3            | Middle Caicos                  | Conch Bar        | 135,9            | 468                    |
| 4            | South Caicos and East Caicos   | Cockburn Harbour | 75,1             | 1 579                  |
| Îles Turques |                                |                  |                  |                        |
| 5            | Grand Turk                     | Cockburn Town    | 29,7             | 5 567                  |
| 6            | Salt Cay                       | Balfour Town     | 7,1              | 186                    |
|              | Îles Turques-et-Caïques        | Cockburn Town    | 497              | 32 337                 |